# Fabian Heinle
Fabian Heinle (Leinfelden-Echterdingen, 14 maggio 1994) è un lunghista tedesco.
Ha vinto la medaglia d'argento nel salto in lungo ai campionati europei di atletica leggera di Berlino 2018.

## Palmarès
| Anno | Manifestazione   | Sede           | Evento         | Risultato | Prestazione | Note                                     |
| ---- | ---------------- | -------------- | -------------- | --------- | ----------- | ---------------------------------------- |
| 2013 | Europei juniores | Rieti          | Salto in lungo | 4º        | 7,56 m      |                                          |
| 2015 | Europei under 23 | Tallinn        | Salto in lungo | Oro       | 8,14 m      |                                          |
| 2015 | Mondiali         | Pechino        | Salto in lungo | 14º (q)   | 7,96 m      |                                          |
| 2016 | Europei          | Amsterdam      | Salto in lungo | 6º        | 7,87 m      |                                          |
| 2016 | Giochi olimpici  | Rio de Janeiro | Salto in lungo | 18º (q)   | 7,79 m      |                                          |
| 2018 | Europei          | Berlino        | Salto in lungo | Argento   | 8,13 m      | Miglior prestazione personale stagionale |
| 2021 | Giochi olimpici  | Tokyo          | Salto in lungo | 12º       | 7,62 m      |                                          |
| 2022 | Europei          | Monaco         | Salto in lungo | 15º (q)   | 7,64 m      |                                          |